# Beilhique Chubúquida
Beilhique Chubúquida (em turco: Çubukoğulları Beyliği, literalmente "filhos de Chubuque") foi um pequeno e curto principado que existiu no Leste  da Anatólia (atual Turquia) entre 1085 e 1112.

## História
Chubuque era um comandante no exército Seljúcida. Após a Batalha de Manzicerta em 1071, ele lutou no leste da Anatólia e foi encarregado de capturar o importante forte de Carpute (a moderna Elaze). Ele capturou o forte   e continuou fazendo conquistas na área circundante. Ele fundou um principado sob a suserania do Império Seljúcida que incluía Palu, Elaze, Çemişgezek e Eine (a moderna Kemaliye). 
Chubuque foi sucedido por seu filho Maomé depois de 1092.  Após a morte de Maomé em 1112 ou 1113, o beilhique foi incorporado ao Beilhique Artúquida. 